# Begonia fangii
Espèce
Begonia fangii est une espèce de plantes de la famille des Begoniaceae.  Elle est originaire de Chine (Guangxi, Longzhou).

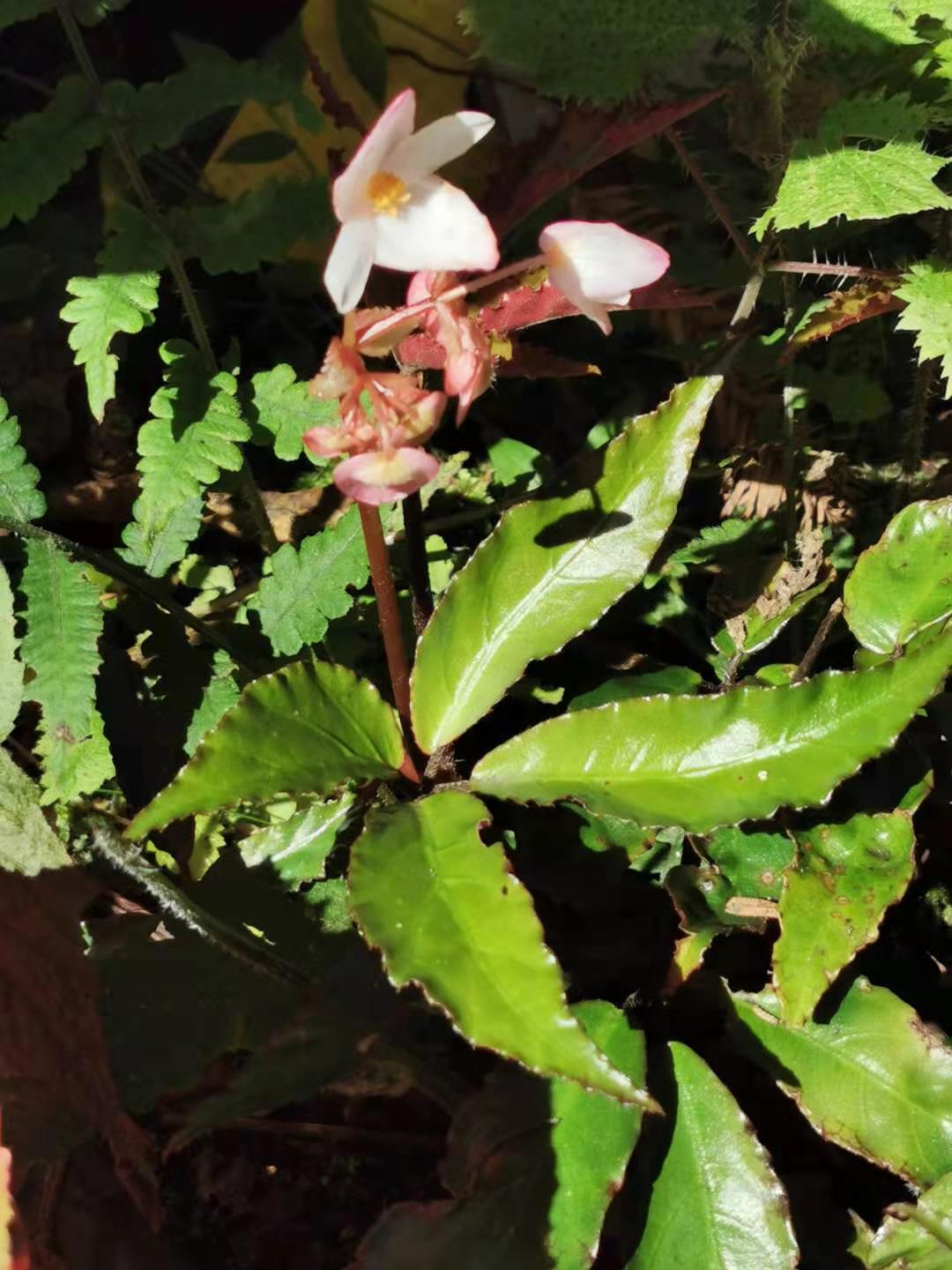
Feuille,  composée palmée, dos rouge
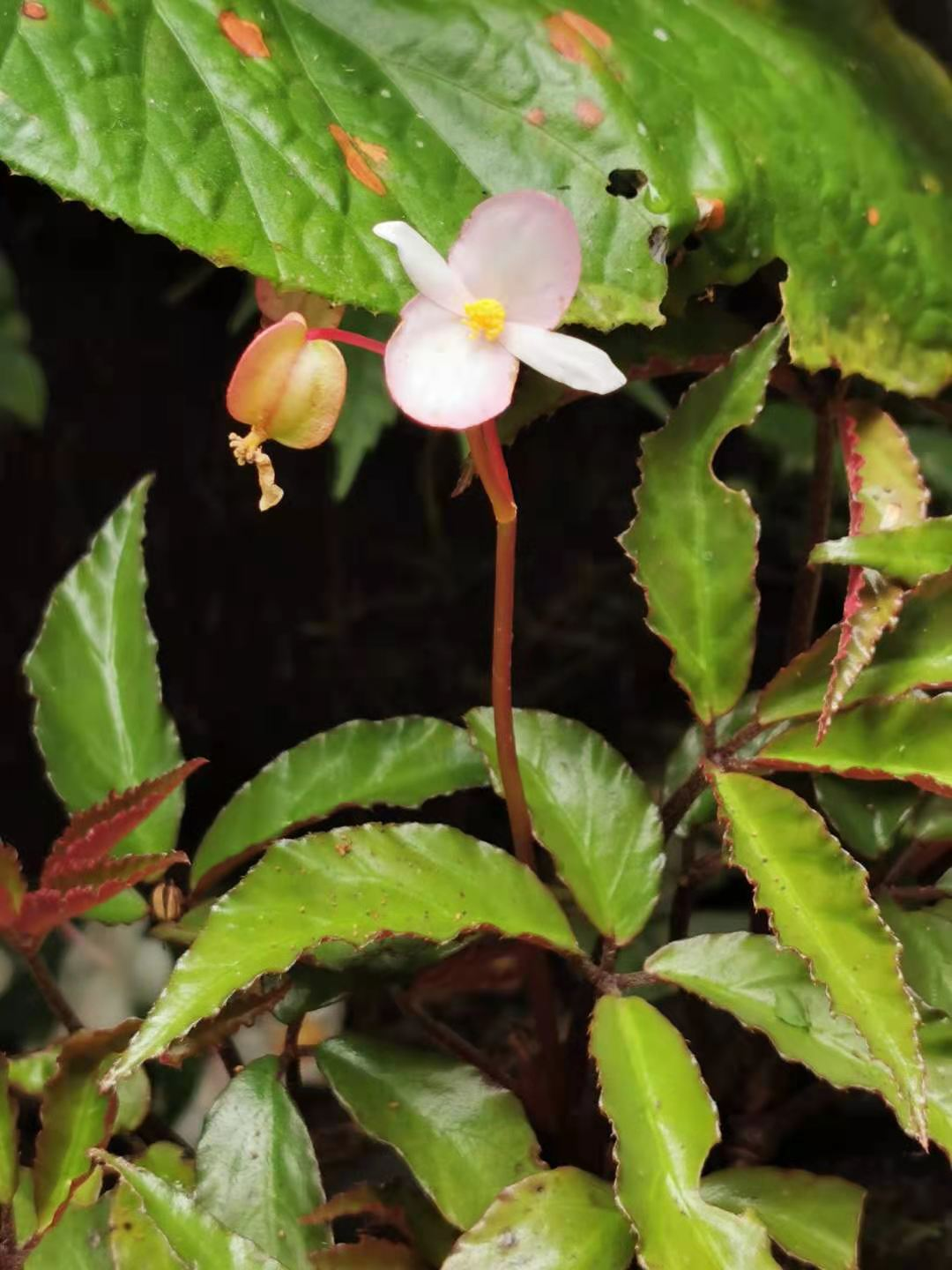
Plante monoïque
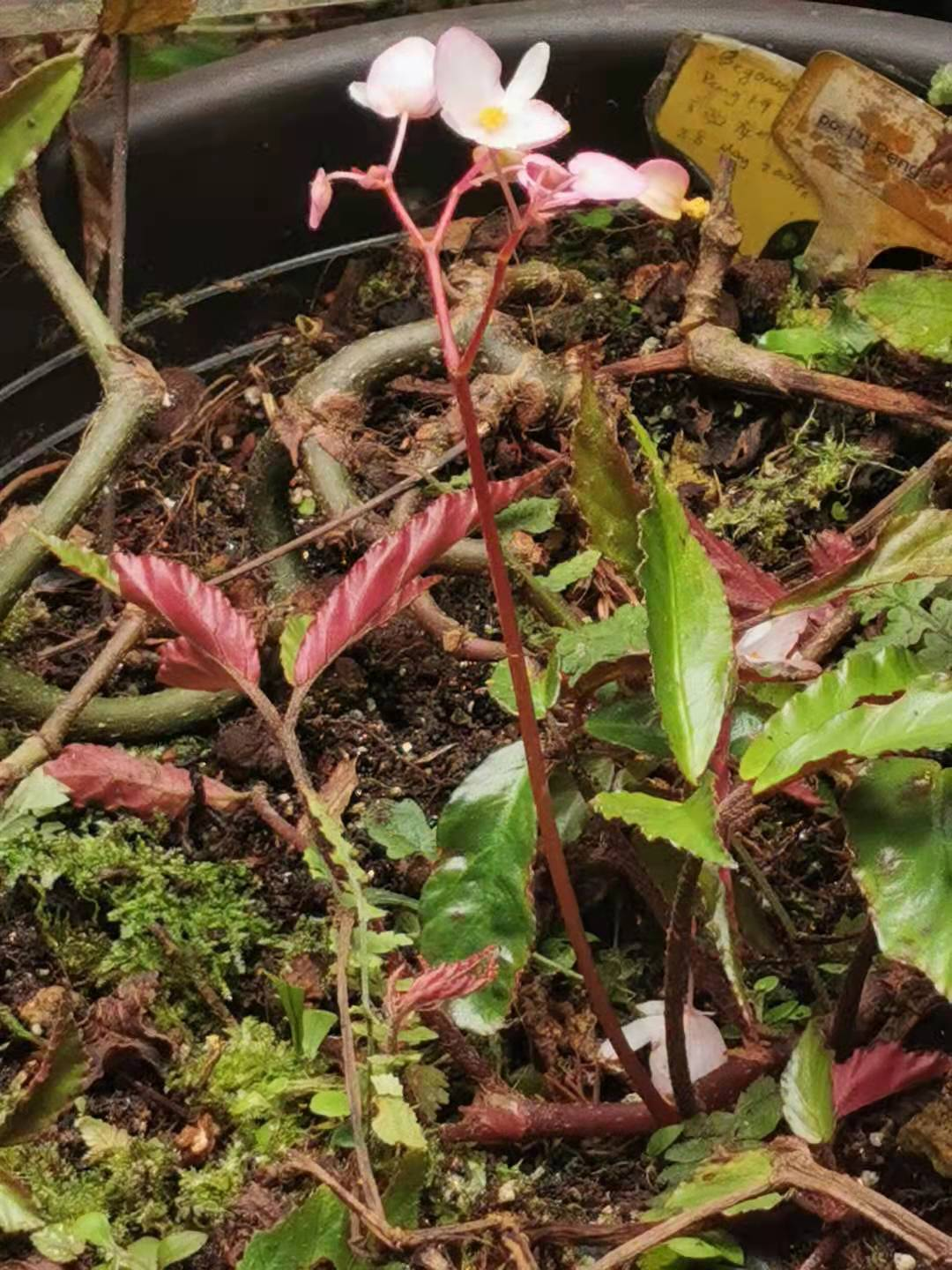
Rhizomes allongés